# Alcimochthes melanophthalmus
Alcimochthes melanophthalmus là một loài nhện trong họ Thomisidae.
Loài này thuộc chi Alcimochthes. Alcimochthes melanophthalmus được Eugène Simon miêu tả năm 1903.